# كروغ
الكُرُوغ هو مصطلح يُطلق على مجموعة من المشروبات الكحولية. تشير الكلمة في الأصل إلى مشروب الرُّم المخفف بالماء (وفي وقت لاحق أُضِيف عصير الليمون الحامض أو الليمون في الرحلات البحرية الطويلة)، والذي قدمه إدوَرد فِرنُون إلى سرب البحرية البريطانية الذي كان يقوده في جزر الهند الغربية في 21 آب/أغسطس 1740.